# Істанбул Башакшехір
«Істанбул Башакшехір» (тур. İstanbul Büyükşehir Belediyesi Spor Kulübü) — турецький футбольний клуб з міста Стамбул. Виступає в вищому дивізіоні — Турецькій Суперлізі. Команду пов'язують з родиною, чи навіть самим Реджепом Ердоганом, одіозним президентом Республіки.

## Історія

Логотип клубу «Істанбул ББ».

Заснований 1990 року під назвою «Істанбул ББ» СК (тур. İstanbul Büyükşehir Belediyesi Spor Kulübü) після об'єднання кількох аматорських команд. Належав Стамбульському столичному муніципалітету. З 2007 року клуб грає у вищому дивізіоні чемпіонату Туреччини. Проводив матчі на стадіоні «Ататюрк Олімпік».
У 2014 році клуб переїхав до стамбульського району Башакшехір на новий стадіон «Фатіх Терім»  та змінив назву на «Істанбул Башакшехір». Пізніше, обжившись в елітному районі, клуб обзавівся й своїми вболівальниками, ними стало чиновницьке коло, що проживало там, нові багатії

## Основний склад
Станом на 12 липня 2025
| №  | Поз. | Нац.       | Гравець                                  |
| -- | ---- | ---------- | ---------------------------------------- |
| 1  | ВР   | Туреччина  | Волкан Бабаджан                          |
| 2  | ПЗ   | Туреччина  | Берат Ездемір (в оренді з «Аль-Іттіфак») |
| 3  | ЗХ   | Гана       | Джером Опоку                             |
| 4  | ПЗ   | Туреччина  | Онур Ергюн                               |
| 5  | ЗХ   | Бразилія   | Лео Дуарте                               |
| 8  | ПЗ   | Камерун    | Олів'є Кемен                             |
| 13 | ПЗ   | Португалія | Мігел Крешпу                             |
| 14 | ПЗ   | Греція     | Дімітриос Пелкас                         |
| 15 | ЗХ   | Туреччина  | Гамза Гюрелер                            |
| 16 | ВР   | Туреччина  | Мухаммед Шенгезер                        |
| 17 | ПЗ   | Туреччина  | Омер Фарук Бейяз                         |
| 20 | ПЗ   | Туреччина  | Умут Гюнеш                               |
| 22 | ПЗ   | Португалія | Матшу Джало                              |
| 23 | ПЗ   | Туреччина  | Деніз Тюрюч                              |

| №  | Поз. | Нац.        | Гравець                               |
| -- | ---- | ----------- | ------------------------------------- |
| 26 | ПЗ   | Туреччина   | Юсуф Сари                             |
| 27 | ЗХ   | Сенегал     | Уссейну Ба (в оренді з «Олімпіакоса») |
| 35 | ЗХ   | Туреччина   | Халіт Емре Аджун                      |
| 36 | ЗХ   | Ірландія    | Фесті Ебоселе                         |
| 42 | ЗХ   | Туреччина   | Омер Алі Шахінер                      |
| 77 | НП   | Хорватія    | Іван Брнич                            |
| 78 | ВР   | Туреччина   | Юсуф Йилмаз                           |
| 80 | ПЗ   | Кот-д'Івуар | Абдулайє Йоро                         |
| 98 | ВР   | Туреччина   | Деніз Ділмен                          |
|    | ПЗ   | Туреччина   | Беркай Озджан                         |
|    | ЗХ   | Туреччина   | Онур Булут                            |
|    | НП   | Кабо-Верде  | Нуну да Коста                         |
|    | НП   | Узбекистан  | Ельдор Шомуродов (в оренді з «Роми»)  |
|    | НП   | Німеччина   | Даві Зельке                           |

## Досягнення
Чемпіонат Туреччини:
- Чемпіон (1): 2020
- Віцечемпіон (2): 2017, 2019

Кубок Туреччини:
- Фіналіст (3): 2011, 2017, 2023

## Виступи в єврокубках
| Сезон   | Змагання       | Раунд   | Клуб                   | Вдома | На виїзді | В сукупності |  |
| ------- | -------------- | ------- | ---------------------- | ----- | --------- | ------------ |  |
| 2015–16 | Ліга Європи    | 3КР     | АЗ                     | 1–2   | 0–2       | 1–4          |  |
| 2016–17 | Ліга Європи    | 3КР     | Рієка                  | 0–0   | 2–2       | 2–2 (г)      |  |
| 2016–17 | Ліга Європи    | ПО      | Шахтар Донецьк         | 1–2   | 0–2       | 1–4          |  |
| 2017–18 | Ліга чемпіонів | 3КР     | Брюгге                 | 2–0   | 3–3       | 5–3          |  |
| 2017–18 | Ліга чемпіонів | ПО      | Севілья                | 1–2   | 2–2       | 3–4          |  |
| 2017–18 | Ліга Європи    | Група C | Брага                  | 2–1   | 1–2       | 3-є місце    |  |
| 2017–18 | Ліга Європи    | Група C | Гоффенгайм             | 1–1   | 1–3       | 3-є місце    |  |
| 2017–18 | Ліга Європи    | Група C | Лудогорець             | 0–0   | 2–1       | 3-є місце    |  |
| 2018–19 | Ліга Європи    | 3КР     | Бернлі                 | 0–0   | 0–1       | 0–1          |  |
| 2019–20 | Ліга чемпіонів | 3КР     | Олімпіакос             | 0–1   | 0–2       | 0–3          |  |
| 2019–20 | Ліга Європи    | Група J | Рома                   | 0–3   | 0–4       | 1-е місце    |  |
| 2019–20 | Ліга Європи    | Група J | Боруссія Менхенгладбах | 1–1   | 2–1       | 1-е місце    |  |
| 2019–20 | Ліга Європи    | Група J | Вольфсбергер           | 1–0   | 3–0       | 1-е місце    |  |
| 2019–20 | Ліга Європи    | 1/16    | Спортінг Лісабон       | 4–1   | 1–3       | 5–4          |  |
| 2019–20 | Ліга Європи    | 1/8     | Копенгаген             | 1–0   | 0–3       | 1–3          |  |
| 2020–21 | Ліга чемпіонів | Група   |                        |       |           |              |  |
| 2020–21 | Ліга чемпіонів | Група   |                        |       |           |              |  |
| 2020–21 | Ліга чемпіонів | Група   |                        |       |           |              |  |

## Відомі гравці
- Емре Белезоглу
- Айдин Йилмаз
- Самуель Гольмен